# Gerónimo Giménez
Gerónimo Giménez y Bellido, psán také Jerónimo Jiménez, (10. října 1854 Sevilla – 19. února 1923 Madrid) byl španělský hudební skladatel a dirigent.

## Život
Narodil se patrně v Seville, ale dětství prožil v Cádizu. Jeho prvním učitelem byl otec, později studoval u Salvadora Viniegry. Ve dvanácti letech již hrál na housle v orchestru divadla Teatro Principal. O pět let později se stal ředitelem kočovné operní společnosti. Jejím prvním představením byla opera Safo od Giovanni Paciniho, kterou uvedli v Gibraltaru.
Podařilo se mu získat stipendium, které mu umožnilo v roce 1874 vstoupit na pařížskou konzervatoř, kde studoval hru na housle u Jeana-Delphina Alarda a skladbu u Ambroise Thomase. Studoval velice úspěšně. Získal první cenu za harmonii a kontrapunkt. Mezi těmi, kteří se o cenu ucházeli byl např. i Claude Debussy. Po absolvování konzervatoře vykonal studijní cestu do Itálie. Usadil se v Madridu a v roce 1885 byl jmenován ředitelem Teatro Apolo de Madrid a nedlouho poté ředitelem Teatro de la Zarzuela a Teatro Lírico. Ruperto Chapí si u něj objednal předehry ke svým zarzuelám El Milagro de la Virgen a La bruja.
Kromě divadelního orchestru řídil symfonický orchestr Sociedad de Conciertos de Madrid a dbal, aby repertoár přispíval ke kultivaci smyslu madridského obecenstva pro symfonickou hudbu. Jako skladatel byl neobyčejně plodný. Zásoboval madridská divadla i několika zarzuelami ročně.
Měl značný vliv i na své následovníky Joaquína Turinu a Manuela de Fallu. Federico Moreno Torroba přepracoval Giménezovu zarzuelu La tempranica na operu La vida breve, když mluvené části doplnil recitativy. Kromě jevištních děl zkomponoval Giménez také mnoho symfonické a komorní hudby. Mimo jiné i tři kadence pro Houslový koncert D dur op. 61 Ludwiga van Beethovena.
Přes velké úspěchy se skladatel v posledních letech svého života ocitl v tíživé ekonomické situaci. Částečně to bylo způsobeno i tím, že Madridská konzervatoř mu odmítla udělit místo profesora komorní hudby. Zemřel v Madridu 19. února 1923 ve věku nedožitých sedmdesáti let.

## Jevištní díla
Není-li uvedeno jinak, zarzuely.

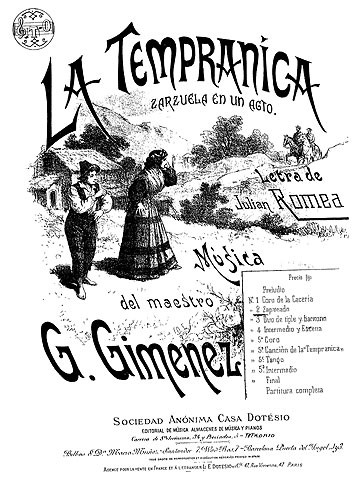
Titulní strana zarzuely La Tempranica

- 1878 – Las niñas desenvueltas (libreto: Enrique Arango y Alarcón (spolupráce Ruperto Chapí)
- 1885 – El vermouth de Nicomedes (libreto: Vicente García Valero)
- 1886 – A mata caballo (libreto: Vicente García Valero)
- 1887 – Caballeros en plaza (pasillo cómico-lírico, libreto: Fiacro Yrayzoz)
- 1887 – ¡Ya soy propietario! (libreto: Eduardo Navarro Gonzalvo)
- 1887 – El esclavo (libreto: Enrique Prieto y Joaquín Barberá
- 1888 – Escuela modelo
- 1889 – La tiple
- 1890 – Tannhauser el estanquero (libreto: Eduardo Navarro Gonzalvo)
- 1890 – La república de Chamba (libreto: Sinesio Delgado)
- 1890 – Tannhauser cesante (libreto: Eduardo Navarro Gonzalvo)
- 1890 – Trafalgar (libreto: Francisco Javier de Burgos y Sarragoiti)
- 1891 – ¡Pero cómo está Madrid!
- 1892 – La cencerrada (libreto: Guillermo Perrín i Miguel de Palacios)
- 1892 – El hijo de su excelencia (libreto: L. Larra i M. Gullón)
- 1892 – La madre del cordero (libreto: Fiacro Yrayzoz)
- 1892 – El ventorrillo del Chato
- 1893 – Candidita (libreto: Francisco Javier de Burgos y Sarragoiti)
- 1893 – La mujer del molinero (libreto: Fiacro Yrayzoz)
- 1893 – Los voluntarios (libreto: Fiacro Yrayzoz)
- 1894 – Viento en popa (libreto: Fiacro Yrayzoz)
- 1895 – La sobrina del sacristán
- 1895 – De vuelta del vivero (madrileña, libreto: Fiacro Yrayzoz)
- 1896 – Las mujeres (sainete lírico, libreto: Francisco Javier de Burgos y Sarragoiti)
- 1896 – El mundo comedia es, o El baile de Luis Alonso (libreto: Francisco Javier de Burgos y Sarragoiti)
- 1897 – Aquí va a haber algo gordo, o La casa de los escándalos (sainete lírico, libreto: Ricardo de la Vega)
- 1897 – La boda de Luis Alonso, o La noche del encierro (libreto: Francisco Javier de Burgos y Sarragoiti a Manuel López-Quiroga y Miquel)
- 1897 – La guardia amarilla (libreto: Carlos Arniches y Celso Lucio)
- 1899 – Amor engendra desdichas, o El guapo y el feo y verduleras honradas (libreto: Ricardo de la Vega)
- 1899 – Los borrachos (libreto: Serafín Álvarez Quintero a Joaquín Álvarez Quintero)
- 1899 – La familia de Sicur (sainete lírico, libreto: Francisco Javier de Burgos y Sarragoiti)
- 1900 – La noche de La tempestad (libreto: Fiacro Yrayzoz)
- 1900 – Joshé Martín, el tamborilero (libreto: Fiacro Yrayzoz)
- 1900 – La tempranica (libreto: Julián Romea)
- 1901 – El barbero de Sevilla (spolupráce Manuel Nieto, libreto: Guillermo Perrín a Miguel de Palacios)
- 1901 – Correo interior (spolupráce Manuel Nieto a Guillermo Cereceda (1844–1919))
- 1901 – Enseñanza libre (apropósito-cómico, libreto: Guillermo Perrín a Miguel de Palacios)
- 1901 – Los timplaos (libreto: E. Blasco a Carlos Fernández Shaw)
- 1902 – Maria del Pilar (libreto: Francisco Flores a Gabriel Briones)
- 1902 – El morrongo
- 1902 – La torre del oro (libreto: Guillermo Perrín a Miguel de Palacios)
- 1903 – La camarona (libreto: Guillermo Perrín a Miguel de Palacios)
- 1903 – El general (libreto: Guillermo Perrín a Miguel de Palacios)
- 1903 – La morenita (libreto: Guillermo Perrín a Miguel de Palacios)
- 1903 – La visión de Fray Martín
- 1904 – Cuadros al fresco
- 1904 – El húsar de la guardia (spolupráce Amadeu Vives, libreto: Guillermo Perrín a Miguel de Palacios)
- 1904 – Los pícaros celas (sainete lírico, libreto: Carlos Arniches a Carlos Fernández Shaw)
- 1904 – La sequía
- 1905 – El amigo del alma (spolupráce Amadeu Vives, humorada lírica, libreto: J. Torres y C. Cruselles)
- 1905 – El arte de ser bonita (pasatiempo lírico, spolupráce Amadeu Vives, libreto: I. Paso y J. Prieto)
- 1905 – Cascabel
- 1905 – Las granadinas (spolupráce Amadeu Vives)
- 1905 – Los guapos
- 1905 – ¡Libertad! (spolupráce Amadeu Vives, libreto: Guillermo Perrín a Miguel de Palacios)
- 1906 – El diablo verde (spolupráce Amadeu Vives)
- 1906 – La gatita blanca (humorada lírica, spolupráce Amadeu Vives, libreto: José Jackson Veyán a Jacinto Capella)
- 1906 – El golpe de estado (opereta, spolupráce Amadeu Vives, libreto: Atanasio Melantuche a Santiago Oria)
- 1906 – El guante amarillo (spolupráce Amadeu Vives, libreto: José Jackson Veyán a Jacinto Capella)
- 1906 – La Machaquito (spolupráce Amadeu Vives, libreto: Larra a Jacinto Capella)
- 1906 – La marcha real (spolupráce Amadeu Vives)
- 1906 – La venta de la alegría
- 1907 – La antorcha del himeneo
- 1907 – Cinematógrafo nacional (revista cómico-lírica, libreto: Guillermo Perrín a Miguel de Palacios)
- 1907 – El príncipe real
- 1908 – A.B.C. (fantasía cómico-lírica de gran espectáculo, libreto: Guillermo Perrín a Miguel de Palacios)
- 1908 – La dos rivales
- 1908 – La eterna revista (spolupráce Ruperto Chapí, libreto: Ramón Asensio Mas a Jacinto Capella)
- 1908 – El grito de independencia
- 1908 – La leyenda mora
- 1908 – El trust de las mujeres
- 1909 – Las mil y pico de noches (libreto: Guillermo Perrín a Miguel de Palacios)
- 1909 – El patinillo (libreto: Serafín Álvarez Quintero a Joaquín Álvarez Quintero)
- 1909 – Pepe el liberal (sainete lírico, libreto: Guillermo Perrín a Miguel de Palacios)
- 1911 – Los juglares (poema escénico, libreto: Carlos Fernández Shaw a Ramón Asensio Mas)
- 1911 – Lirio entre espinas
- 1911 – La suerte de Isabelita (libreto: M. Sierra)
- 1911 – Los viajes de Gulliver (spolupráce Amadeu Vives, libreto: Antonio Paso y Cano a Joaquín Abati)
- 1912 – Los ángeles mandan
- 1911 – El coche del diablo
- 1912 – El cuento del dragón (libreto: Juan Pont a Luis Linares Becerra)
- 1912 – Las hijas de Venus
- 1912 – Los hombres que son hombres (sainete, libreto: J. Moyrón)
- 1913 – Ovación y oreja
- 1913 – El príncipe Pío
- 1914 – El gran simulacro
- 1914 – Malagueñas (libreto: Gonzalo Cantó a Rafael Santa Ana)
- 1914 – El ojo de gallo
- 1915 – Las castañuelas (libreto: Guillermo Perrín a Miguel de Palacios)
- 1915 – Cine fantomas
- 1915 – La pandereta
- 1915 – La última, opereta
- 1915 – Ysidrin, o Las cuarenta y nueve provincias
- 1916 – La embajadora (libreto: Antonio Fernández Lepina a Ricardo Gonzáles de Toro)
- 1916 – La Eva ideal
- 1916 – La guitarra del amor (spolupráce Tomás Bretón)
- 1917 – La costilla de Adán (fantasía cómico-lírica, libreto: Julián Moyron a Ricardo Gonzáles de Toro)
- 1917 – Esta noche es nochebuena (libreto: José Ramos Martín)
- 1917 – El Zorro
- 1918 – Abejas y zánganos (humorada cómico-lírica, libreto: José Ramos Martín a Emilio Ferraz Revenga)
- 1918 – La bella persa
- 1918 – Tras Tristán (libreto: José Ramos Martín)
- 1919 – La España de la alegría (spolupráce José Padilla Sánchez)
- 1919 – El gran Olavide
- 1919 – Soleares (libreto: José Ramos Martín)
- 1920 – La cortesana de Omán
- 1920 – Ardid de guerra
- 1920 – El estudiante de maravillas
- 1920 – Las figuras de cera
- 1920 – Los húngaros
- 1920 – Panorama nacional
- 1920 – Peluquero de señoras
- 1920 – La puerta del infierno
- 1920 – Un viaje de los demonios